# Poa grandis
Poa grandis är en gräsart som beskrevs av Hand.-mazz. Poa grandis ingår i släktet gröen, och familjen gräs. Inga underarter finns listade i Catalogue of Life.